# Magelec

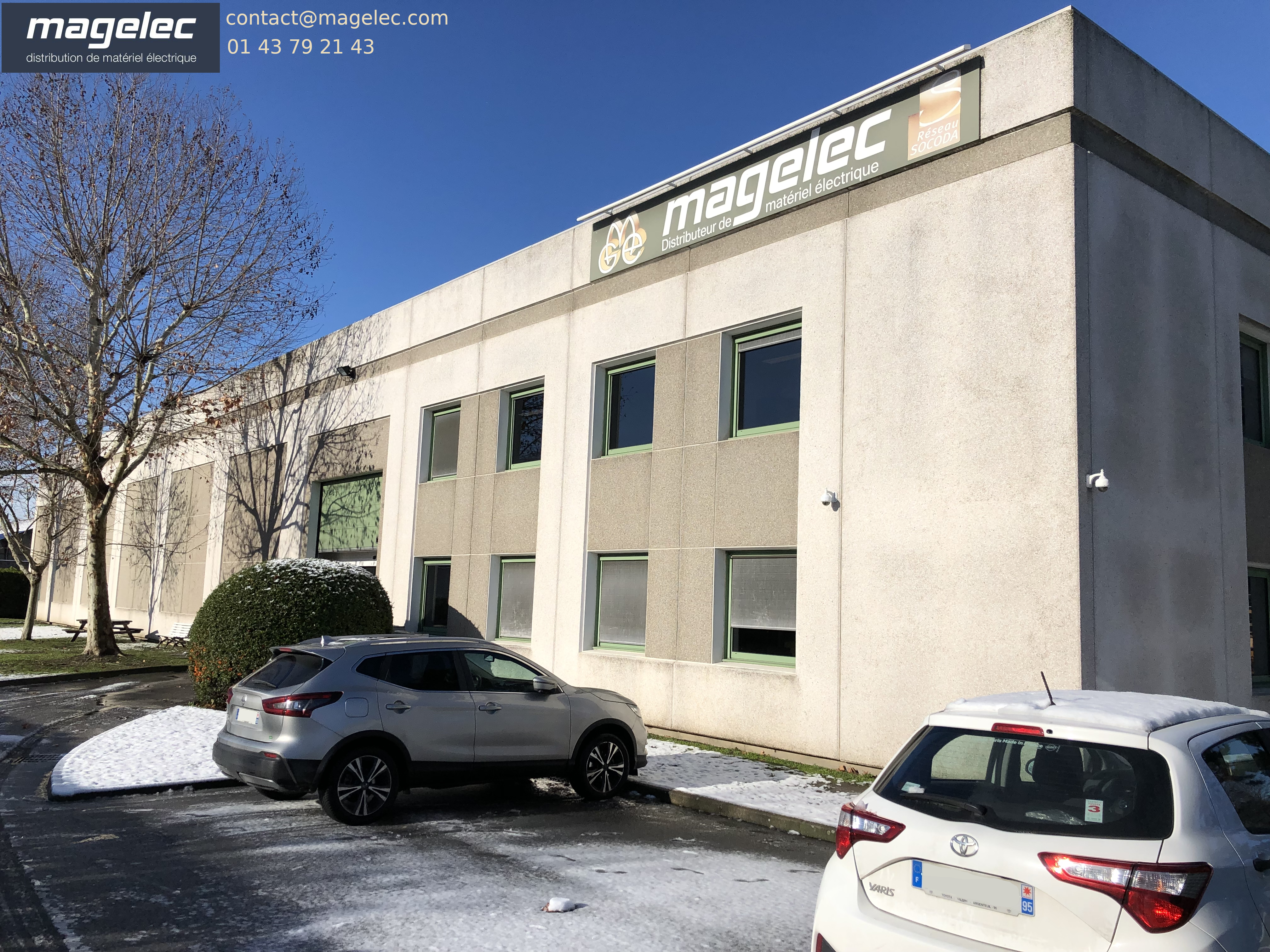
Distributeur - grossiste en matériel électrique bâtiment, appareillage tertiaire et industriel, éclairage, fils & câbles. Courant fort - Courant faible depuis 1906.

Magelec (Magasins Généraux de l'Électricité) est une entreprise française de distribution de matériel électrique entrée en 2019 dans le groupe Richardson.

## Historique
Créé en 1906, Magelec est l'un des premiers distributeurs de matériel électrique parisien. 
En 1906, la famille SAMET reprend le bail d'un grossiste en papiers peints et tissus dans un grand local au 166 boulevard Voltaire à Paris 11, pour y installer une entreprise de vente en gros de lampes et d'appareillage électrique.
En octobre 1942, le fonds de commerce, cédé à Monsieur Lombard, qui était également, à l'époque, propriétaire de la marque d'appareillage Alombard (rachetée depuis par Schneider Electric), poursuit son activité sous le nom Alombard Fils & Cie, puis Magasins Généraux de l'électricité à partir de mai 1950. Pendant toute cette période, les ventes étaient effectuées essentiellement par catalogue envoyé dans toute la France.
Dans les années 1970, l'apparition et le développement rapide des deux groupes Rexel et Sonepar ont conduit Magelec à s'orienter vers une spécialisation dans le domaine industriel en s'appuyant sur deux grands fournisseurs, Legrand et Télémécanique. Cette orientation a été suivie jusqu'à la désindustrialisation de la région parisienne, qui a poussé Magelec à se diversifier sur d'autres produits comme l'éclairage.
Depuis juin 1987, la société appartient à la famille Gernez. Dirigée par Alain Gernez jusqu'en 2004, son fils David a pris la succession.
Pour accompagner son développement, Magelec s'est installée depuis mai 2008 dans de nouveaux locaux à Bezons permettant ainsi l'augmentation de son stock et l'amélioration des flux logistiques.
Le chiffre d'affaires consolidé des deux sociétés est estimé à 17 millions d'euros en 2018.
Le 7 janvier 2019, Magelec (l'ancienne), transfert son siège à Paris, prend le nom de Padema Capital, et met son fonds de commerce en location gérance.

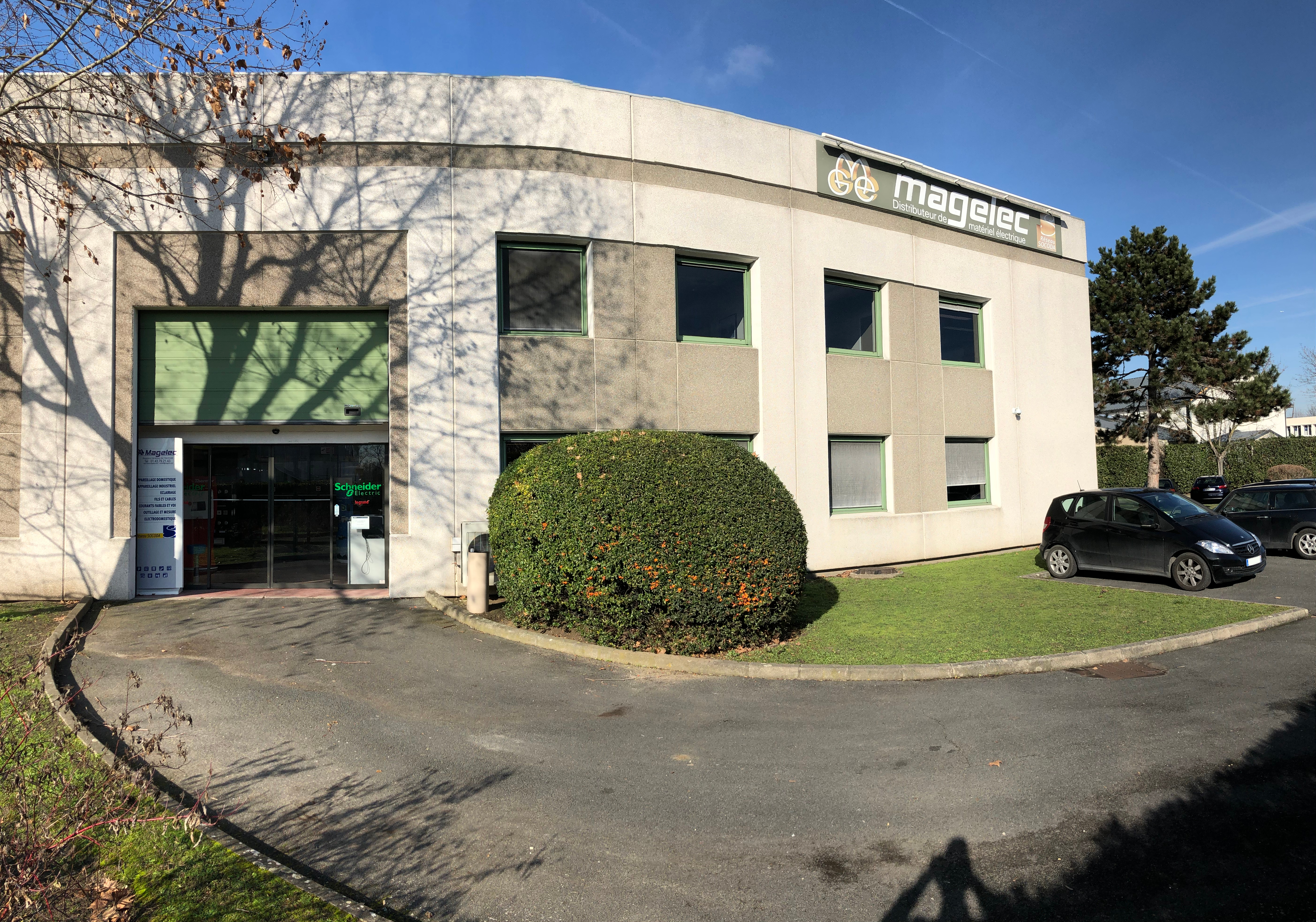
Comptoir

## Concurrents
- Rexel
- Sonepar
- Agidis
- CEF - Comptoir Électrique Français